# Letovirinae
Letovirinae è insieme a Orthocoronavirinae, una delle due sottofamiglie della famiglia Coronaviridae, del sottordine Cornidovirineae, dell'ordine Nidovirales.